# Aruncarea cu banul

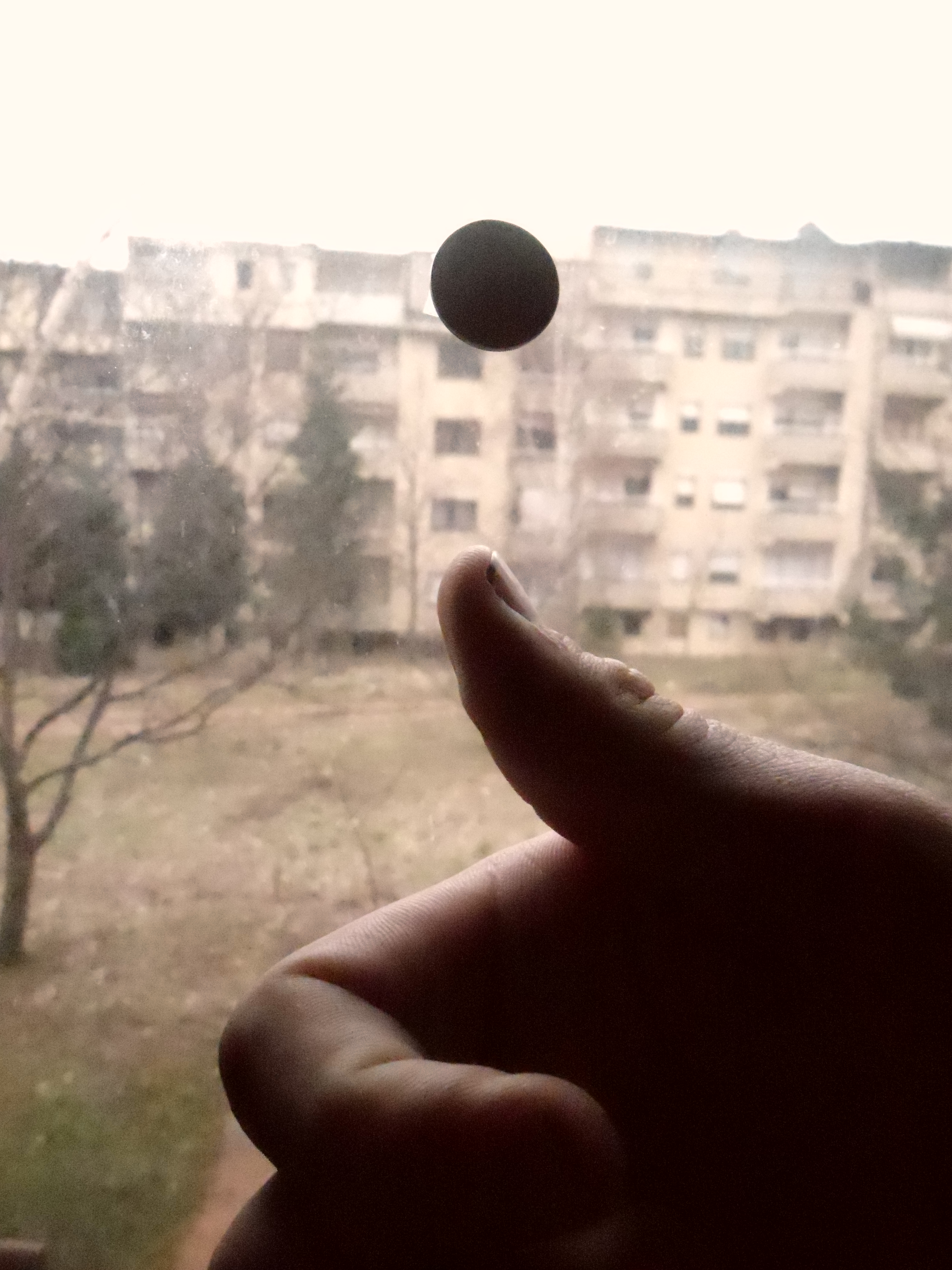
Monedă aruncată

Aruncarea cu banul este o metodă de aruncare a unei monede în aer pentru a alege între două alternative, cap sau pajură, folosită pentru a rezolva o dispută între două părți. La fotbal ea este folosită pentru alegerea porții sau a mingii de către câștigător. Semifinala Campionatului European de Fotbal 1968 dintre Italia și URSS a fost câștigată de Italia prin această metodă.
În Marea Britanie, dacă în cadrul alegerilor locale sau naționale doi candidați au același număr de voturi, câștigătorul poate fi decis prin aruncarea cu banul, alegerea celui mai lung pai sau alegerea cărții cu cea mai mare valoare dintr-un pachet.